# Окуйхо
Перевал Оку́йхо (в'єт. đèo Ô Quý Hồ чи в'єт. đèo Ô Quy Hồ), або Перевал Хоангльєншон (в'єт. đèo Hoàng Liên Sơn), або перевал Чамтóн (в'єт. đèo Trạm Tôn) — це перевал, розташований на Національному шосе 4D між провінціями Лаокай та Лайтяу у В'єтнамі.
Перевал перетинає хребет Хоангльєншон, його найвища точка (1991 м) також знаходиться поблизу кордону між двома провінціями. Офіційна назва перевалу — «перевал Чамтон». Перевал також має місцеву розмовну назву «Небесні Ворота».
Понад 50 км завдовжки і висотою майже 2 км нрм це один із найдовших, найнебезпечніших і найвеличніших перевалів у гірському регіоні Північного В'єтнаму.
Перевал Окуйхо відомий серед туристів як один із «чотирьох великих перевалів В'єтнаму» разом із перевалами Мапіленг, Кхауфа та Фадін.

## Назва
Перевал Окуйхо названий на честь села Окуйхо, розташованого поблизу Національного шосе 4D, що знаходиться в кварталі (phường) Окуйхо міста Сапа. Назва села походить з мови хмонг. Крім того, його назва «Хоангльєн» або «Хоангльєншон» пов'язана з тим, що перевал перетинає гірський хребет Хоангльєншон, або «Перевал Мей» (đèo Mây) через те, що вершина перевалу цілий рік вкрита хмарами.

## Особливості

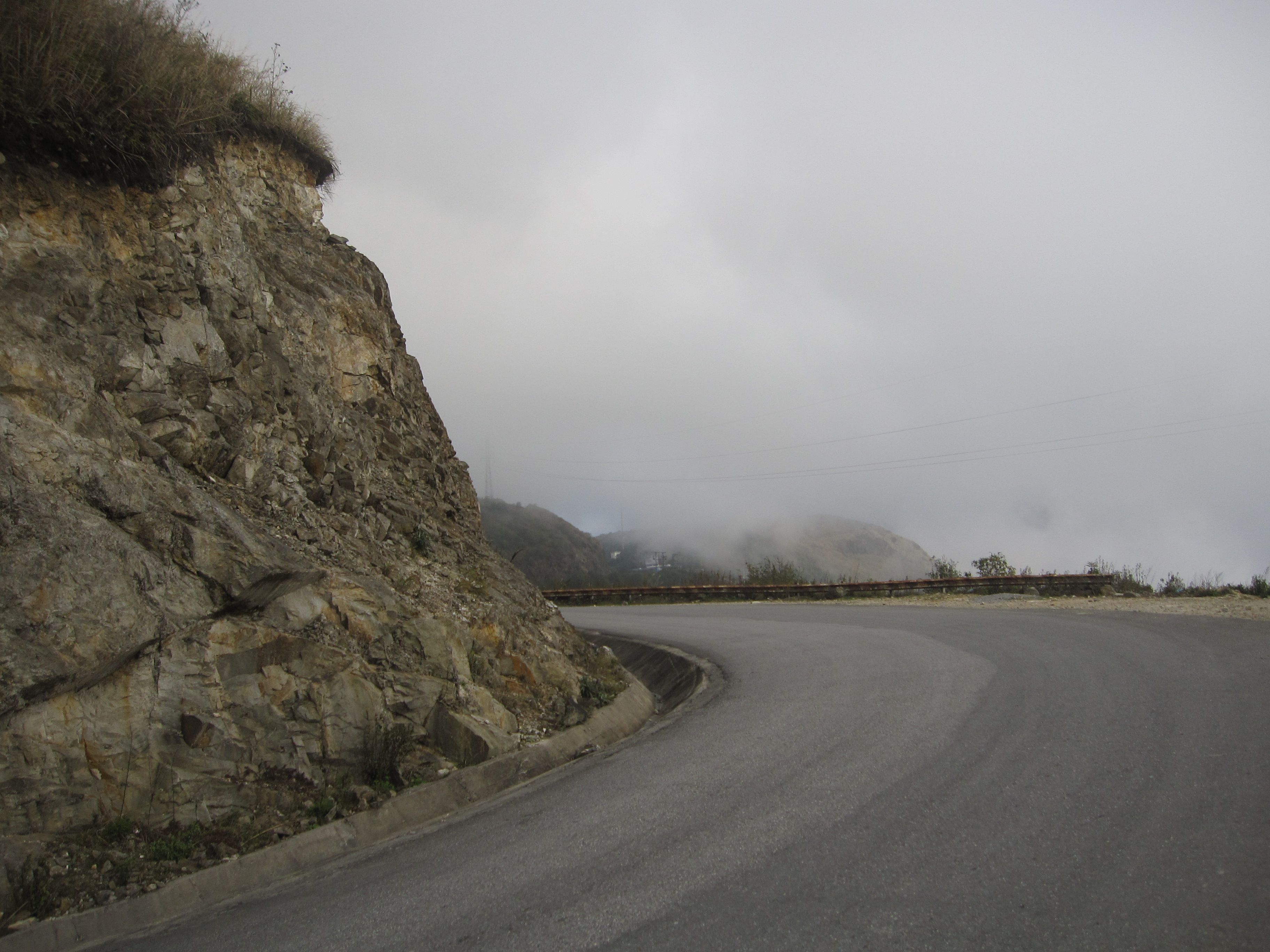
Перевал Окуйхо

Перевал Окуйхо — це довга, звивиста ділянка дороги на Національному шосе 4, дві третини якої розташовані у повіті Тамдионг, провінція Лайтяу; ще третина проходить через місто-повіт Шапа, провінція Лаокай. Це, ймовірно, рекордна довжина в гірському регіоні північно-західного В'єтнаму, де при довжині майже 50 км він є довшим за перевал Фадін (32 км завдовжки, розташований на кордоні між провінціями Шонла та Дьєнб'єн) або перевалом Кхауфа(майже 40 км, провінція Єнбай). Висота, скелястість та довжина перевалу Окуйхо принесла йому неофіційне звання «Король північно-західних перевалів».
Неподалік від перевалу знаходяться ворота Національного парку Хоангльєн, звідки бере свій початок один з маршрутів сходження на гору Фаншипан.

## Див.також
- Мапіленг
- Фадін
- Кхауфа
- Перевал Хайван

## Клімат

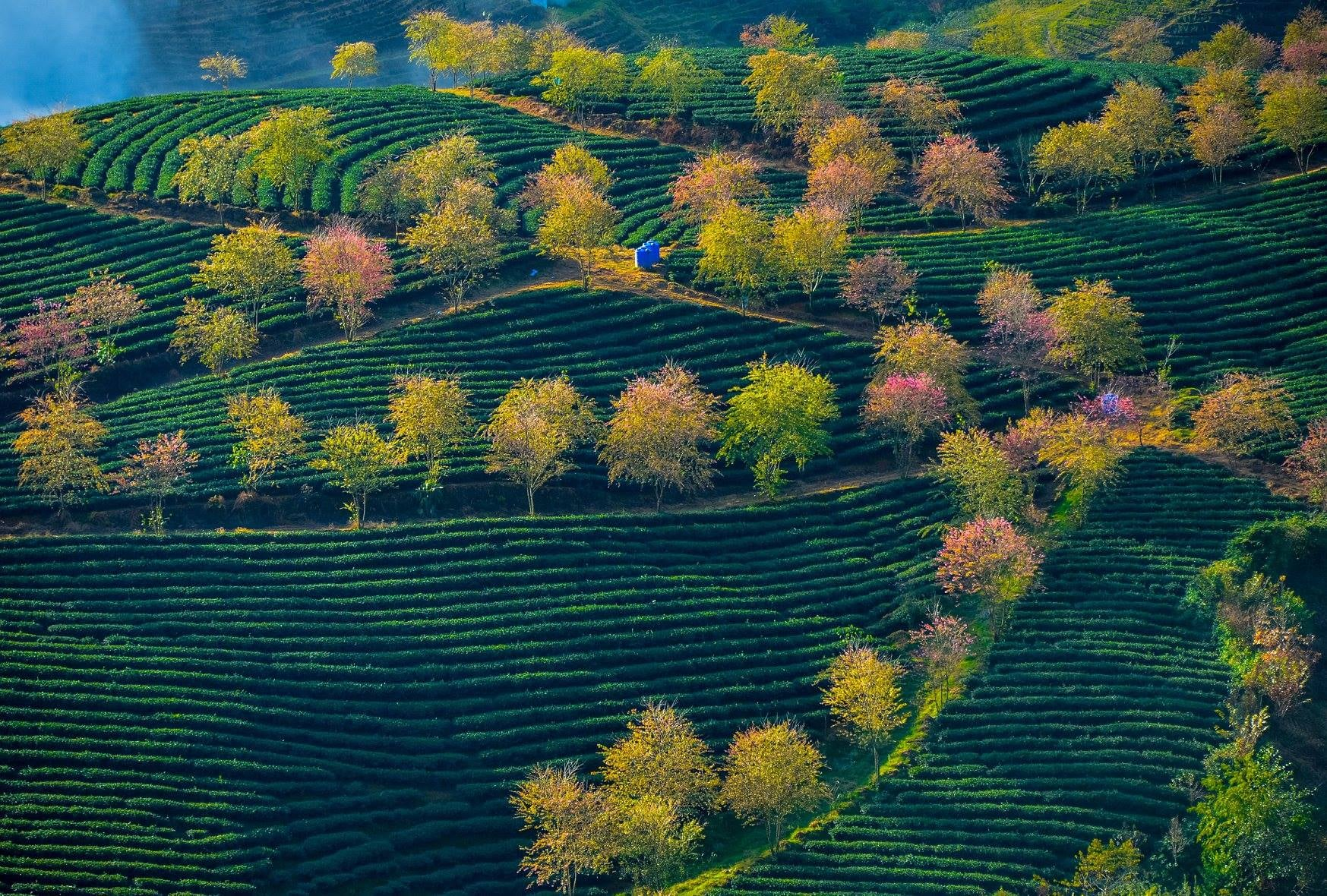
Чайний пагорб Окуйхо, вид з перевалу Окуйхо

Висота гірського хребта Хоангльєншон також робить клімат двох підйомів перевалу Небесних Воріт різним. Взимку, тоді як погода на стороні Тамдионг ще тепла, на стороні Сапи дмуть холодні вітри, весь день стоїть туман, видимість не більше 2 метрів, а гори занурені у хмари. Влітку, хоча клімат перевалу Сапи прохолодний і сухий, на перевалі зі сторони Тамдионг тримається спека, спричинена лаоським вітром, що сушить ґрунт, а сонце випалює траву.
У холодну погоду перевал може бути вкритий льодом та снігом.  · .

## Зображення

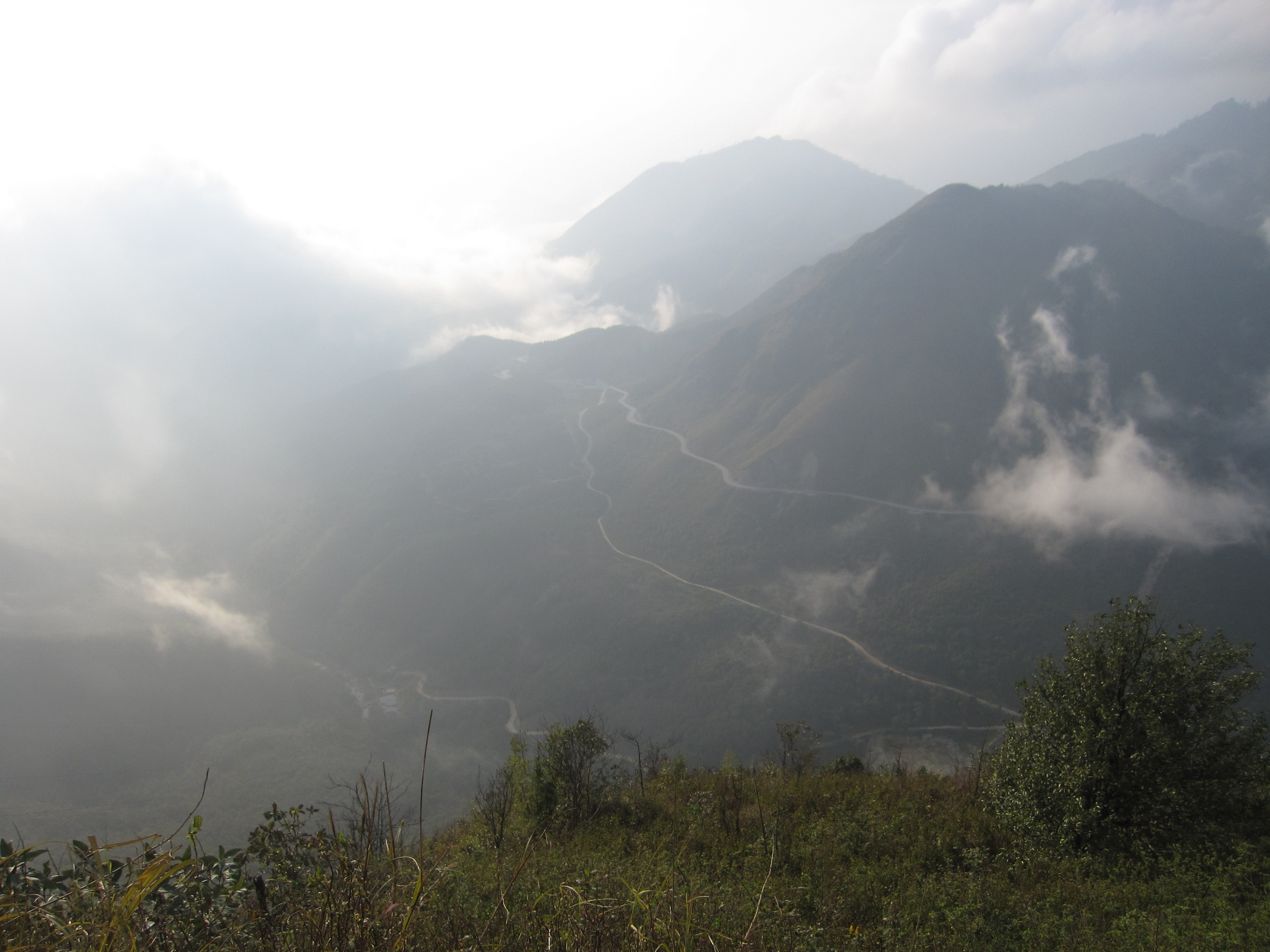
Вигляд перевалу у хмарах
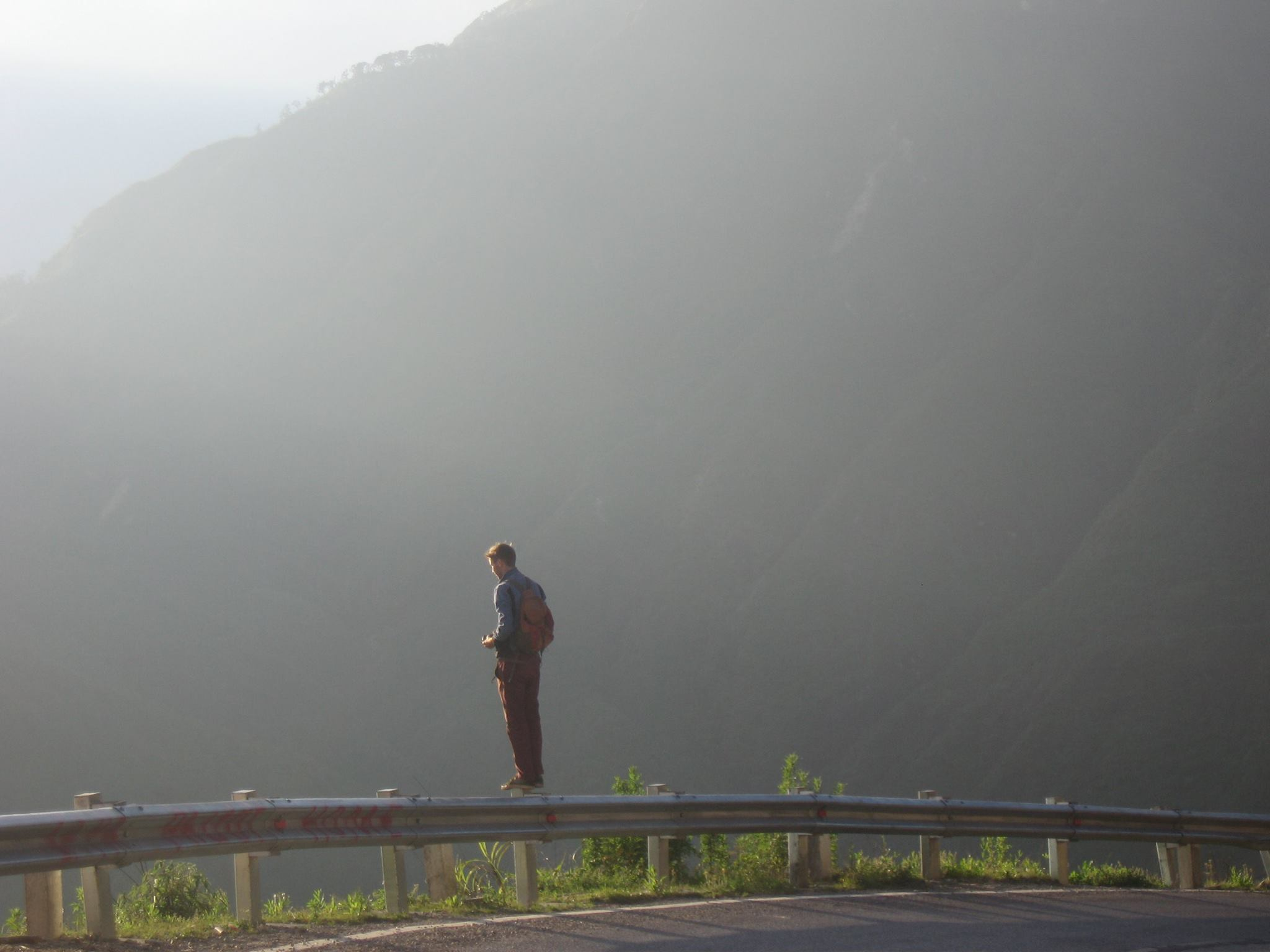
Турист на вершині перевалу
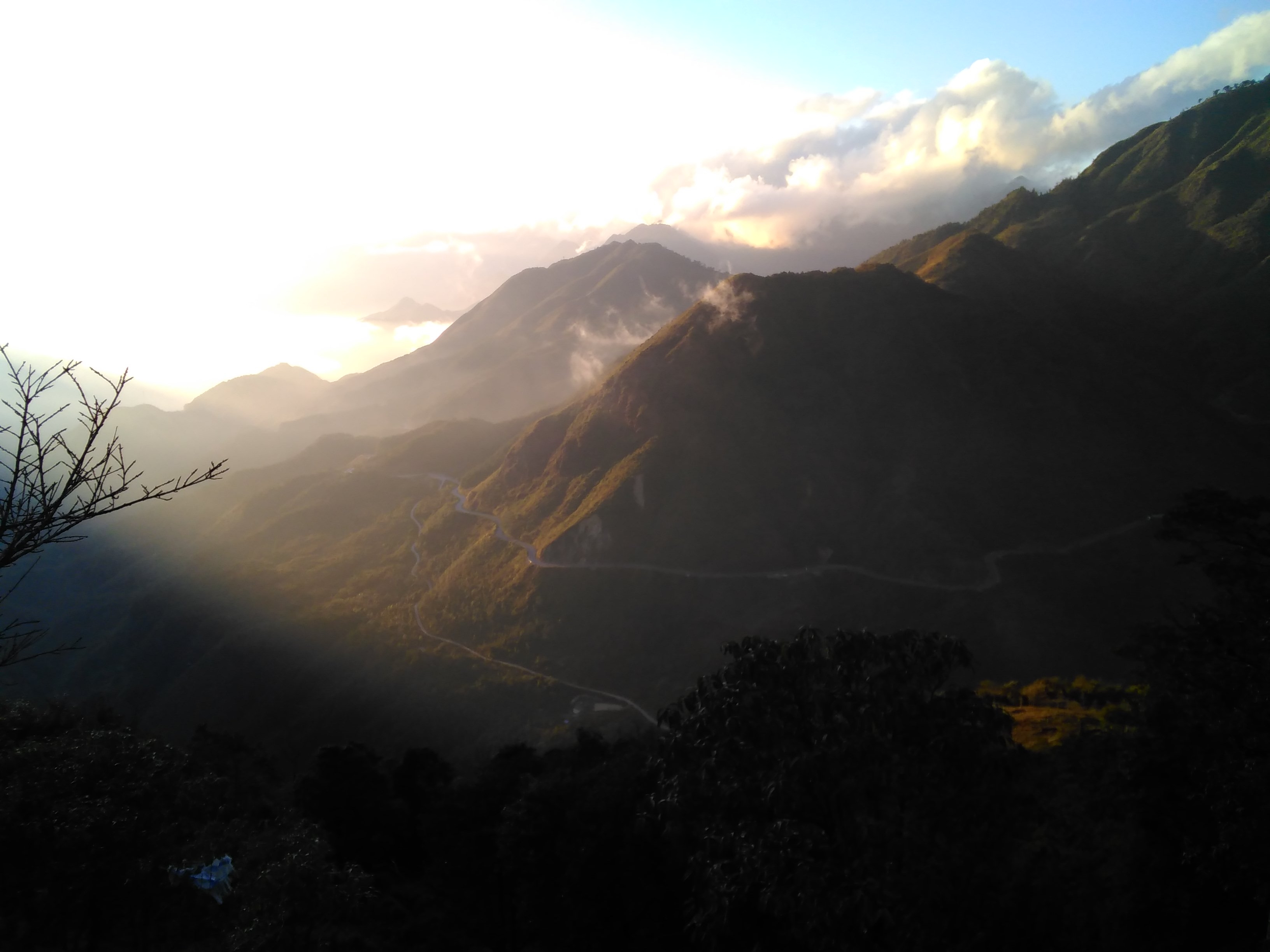
Захід сонця над перевалом

## Зовнішні посилання
- Вражаючі гірські перевали. Grande Unité, 29 вересня 2017 р.
- Прекрасні перевали на півночі Lưu trữ

| В'єтнам | Це незавершена стаття з географії В'єтнаму. Ви можете допомогти проєкту, виправивши або дописавши її. |